# Dolnik (Dolnoslezské vojvodství)
Dolnik (německy Schönthal) je vesnice v Polsku, v Dolnoslezském vojvodství, v okrese Kladsko, ve gmině Mezilesí. V roce 2011 zde žilo 89 obyvatel.

## Poloha
Dolnik je malá vesnice lesního lánového typu, která je dlouhá přibližně 2 kilometry a leží podél potoka Dolna, na hranici masivu Králického Sněžníku a Hornoniské kotliny, v nadmořské výšce přibližně 455-500 m n. m. Od centra gminy, Mezilesí, je obec vzdálena přibližně 2 kilometry východně.
Sousedí s městem Mezilesí a vesnicemi Pisary, Smreczyna a Szklarnia.

## Historie
Dolnik je jednou z nejstarších vesnic v jižní části oblasti Kladska a byla pravděpodobně založena kolem roku 1533. V průběhu staletí se jednalo o vesnici zaměřenou na zemědělství, v roce 1840 zde bylo 35 domů a palírna. V současnosti jde o malou zemědělskou vesnici, která slouží jako rekreační zázemí pro blízké město Mezilesí.
V letech 1975–1998 obec administrativně patřila k Valbřišskému vojvodství.